# Giovan Battista Fabbri (medico)
Giovan Battista Fabbri (Bologna, 7 aprile 1806 – Bologna, 31 dicembre 1874) è stato un medico italiano, professore di istituzioni chirurgiche e ostetricia alle università di Bologna e Camerino.
Si è interessato anche di ortopedia, di cui è stato tra i precursori, con particolare riferimento alla lussazione del femore e del pollice. È stato nominato deputato al Parlamento romano nel 1848, durante il pontificato di Pio IX, oltre a essere stato investito del titolo di Patrizio Camerte dalla città di Camerino.

## Biografia

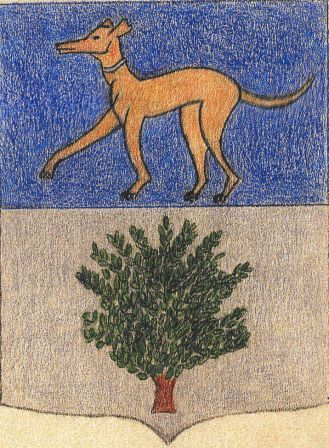
Stemma Fabbri. Blasonatura: troncato, nel 1° d'azzurro al cane levriere passante collarinato, al naturale, nel 2° d'argento all'albero d'alloro al naturale

### Formazione
Giovan Battista Fabbri nacque a San Michele in Bosco, località posta su una collina a ridosso del centro storico di Bologna, da Marco Antonio e Rosalia Fregni. Il padre era economo del penitenziario allestito nel vicino monastero di San Michele in Bosco e oggi sede dell'Istituto Ortopedico Rizzoli.
Frequentò la scuola privata del professor Camillo Minarelli, di cui sposò la figlia Rosa. Inizialmente fu avviato alla carriera di giurista per volere del padre, ma dopo le prime necroscopie giudiziarie si rese conto del suo forte interesse per la medicina. Così si iscrisse alla facoltà di Medicina e Chirurgia dell'Università di Bologna, dove si laureò a 20 anni. Iniziò a lavorare come medico condotto in molti centri delle Marche e della Romagna, fra i quali Castelbellino, Jesi, Fossombrone, Sant'Angelo in Vado, Pesaro e Lugo, orientandosi verso la chirurgia. Nel 1837 si trasferì a Parigi, dove stette per un anno, frequentando i corsi della facoltà di Medicina e Chirurgia.

### Carriera
Divenne chirurgo primario condotto a Ravenna, città dove iniziò la sua carriera accademica con un corso di ostetricia per levatrici. Nel 1845, all'età di 39 anni, venne chiamato dal Governo Pontificio a ricoprire la cattedra di Istituzioni chirurgiche e Ostetricia all'Università di Camerino. Qui, in seguito, gli fu affidata la cattedra di Anatomia. In quel periodo rifiutò l'offerta di insegnare alla facolta di Medicina di Roma, in quanto aspirava ad avere un incarico nella sua città natale. Nel 1854 tornò a Bologna per ricoprire la cattedra di Istituzioni Chirurgiche e Ostetricia. Nel 1859 i due corsi vennero divisi e Gian Battista Fabbri optò per l'ostetricia, ricoprendo tale cattedra per il resto della sua vita.

## Ricerche ed esiti

### Di argomento chirurgico e ostetrico
Giovan Battista Fabbri iniziò a interessarsi di chirurgia quando era medico condotto nelle Marche e in Romagna. Nel 1830 inviò alla Società Medico-Chirurgica di Bologna una comunicazione su una fistola vescico-vaginale con allegato il disegno degli aghi da lui ideati e usati. Nel 1838 il «Bullettino delle Scienze mediche di Bologna» pubblicò un suo articolo sulla puntura ipogastrica della vescica, in cui egli descriveva minuziosamente la paracentesi della vescica da lui praticata, con opportune modificazioni, su un paziente di cui ha anche illustrato il decorso postoperatorio. Questo articolo mostra l'attenzione dell'ostetrico bolognese verso le corrette norme pratiche e tecniche della medicina operatoria, attenzione che costituirà un continuum nel suo pensiero e nel suo agire scientifico-professionale, come testimonia del resto il saggio, di un trentennio successivo, Intorno ad alcuni ostacoli falsi o fattizi che rendono malagevole la siringatura nell'uomo e intorno alla topografia dell'uretra (1868). Nell'ultima parte della sua vita si dedicò prevalentemente all'ostetricia, pur non abbandonando l'ortopedia. Era convinto che fosse particolarmente utile la pratica sperimentale e il tirocinio su cadaveri opportunamente preparati. Si soffermò anche sulle modalità d'uso di strumenti quali il forcipe, lo speculum e le leve nell'assistenza clinica al parto. In relazione alla patologia ostetrica, Fabbri svolse ricerche che miravano a indagare la genesi e le conseguenze della morte endouterina del feto, studiando i preparati raccolti nel Museo bolognese di Anatomia Patologica Veterinaria. Indicò inoltre, con determinazione, la necessità di procedere con l'estrazione del corpo morto del feto, in caso di morte endouterina, per non compromettere, con la sua putrefazione, la salute della madre.

### Di argomento ortopedico

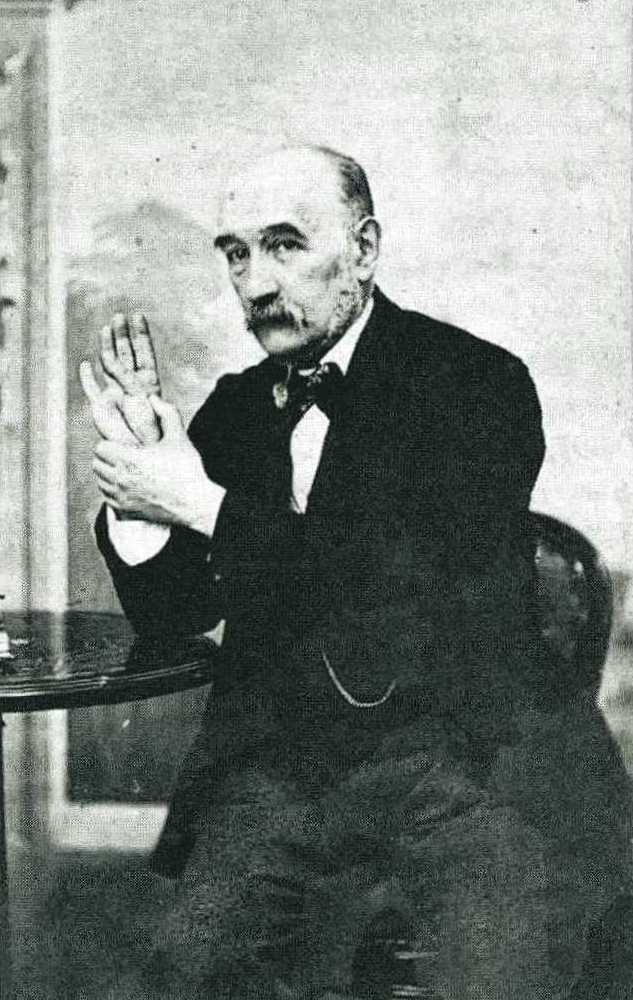
Giovan Battista Fabbri mentre mostra la manovra per la riduzione della lussazione del pollice

Nonostante fosse professore di Ostetricia, Giovan Battista Fabbri si occupò per tutta la vita anche all'ortopedia, dedicandosi in particolare allo studio delle lussazioni.
(Giovan Battista Fabbri, Della molta importanza della chirurgia sperimentale nello studio delle lussazioni e di una differenza da notarsi tra la lussazione posteriore del pollice e quella posteriore delle altre dita)

Alla base dei suoi studi v'erano, infatti, la chirurgia sperimentale e l'anatomia patologica sui cadaveri: egli provocava la lussazione e poi, in termini anatomo-patologici, osservava e studiava muscoli, legamenti e capsula articolare. In tal modo riuscì a individuare gli ostacoli che si oppongono alle riduzioni. In ambito ortopedico, Fabbri si segnalò con una pubblicazione del 1838, apparsa sul «Bullettino delle scienze mediche di Bologna», in cui puntualmente descrisse la manovra da effettuare in caso di lussazione. 
(G.B. Fabbri, Della molta importanza della chirurgia sperimentale nello studio delle lussazioni e di una differenza da notarsi tra la lussazione posteriore del pollice e quella posteriore delle altre dita (1858))
Fabbri si soffermò soprattutto, in ambito ortopedico, sulle lussazioni della testa del femore, tanto che le sue Memorie di chirurgia sperimentale sulle lussazioni traumatiche del femore, pubblicate nel 1840, dopo due lunghe sedute scientifiche nella sede della Società Medico-Chirurgica di Bologna, sono considerate una pietra miliare della ortopedia italiana. Innanzitutto egli diede un inquadramento eziopatogenetico e diagnostico alle lussazioni traumatiche coxo-femorali, descrivendo una precisa divisione topografica delle lussazioni dell'anca e delineando, accanto a queste, il percorso di cura da compiere. Dedicandosi a questi studi egli entrò nell'alveo di un già acceso dibattito accademico, confrontandosi in particolare con Joseph-François Malgaigne, il quale aveva già affrontato questo tema, e pubblicando nel 1855 gli Studi sulle lussazioni del femore di J.F.Malgaigne e riflessioni di Giovan Battista Fabbri, in cui se da una parte riconosceva l'importanza delle ricerche condotte dal professore francese, dall'altra ne criticava gli esiti principali, negando la possibilità di lussazioni incomplete, come sostenuto invece da Malgaigne.

## Opere principali
- 1830: Sopra un caso di fistola vescico-vaginale guarito colla cucitura, Soc.Med.Chir.di Bologna.
- 1838: Sulla riduzione della lussazione posteriore completa del dito pollice-Bullettino delle Sc. Med.
- 1838: Puntura ipogastrica della vescica e nuovi strumenti per cruentare e cucire fistole vescico-vaginali trasverse e oblique-Storia con riflessioni-Ibid.
- 1840: Memorie di Chirurgia Sperimentale sulle lussazioni traumatiche del femore- Mem. della Soc.Med.Chir.di Bologna
- 1855: Studi selle lussazioni del femore di J.F.Malgaigne-Sunto e riflessioni di Giovani Battista Fabbri Bull.Sc.Med.
- 1858: Della molta importanza della chirurgia sperimentale nello studio delle lussazioni e di una differenza da notarsi tra la lussazione posteriore del pollice e quella posteriore delle altre dita- Mem. dell'Acc. delle Sc. dell'Ist.di Bologna
- 1862: Utilità dell'ostetricia sperimentale,ibid. Ser.II, Vol.II
- 1864: Delle deformità che derivano alla pelvi da diverse maniere di zoppicamento,ibid.
- 1864: Dell'uso ragionevole della leva in ostetricia,ibid,Vol.2
- 1865: Di una lussazione ovalare completa ridotta con un metodo nuovo, e di alcune quistioni che riguardano altre lussazioni traumatiche del capo del femore in Ippocratico.
- 1868: Intorno ad alcuni ostacoli falsi o fattizi che rendono malagevole la siringatura nell'uomo e intorno alla topografia dell'uretra in Memoria dell'Accademia delle Scienze dell'Istituto di Bologna
- 1869-1870: Della litotomia antica e dei litotomi ed oculisti norcini o preciani, Tip. Romana, Roma. online
- 1873-1874: Utilità della fasciatura del bassoventre applicata subito dopo il parto e talvolta ancora durante il parto medesimo Acc.delle Sc.dell'Istit. di Bologna e nella Rivista Clinica di Bologna.
- 1873-1874: La Mécanique obstétricale, et les Bassins en fer fondu-Gazette obsétricale de Paris e riprodotta nella Rivista clinica di Bologna